# Christine Frisinghelli
Christine Frisinghelli (* 7. Dezember 1949 in Graz) ist eine österreichische Herausgeberin, Kuratorin und Kunsttheoretikerin mit Schwerpunkt zeitgenössische Fotografie.

## Leben
Frisinghelli leitete von 1975 bis 1996 gemeinsam mit ihrem Mann, dem Fotografen Manfred Willmann, das Fotoreferat und organisierte Ausstellungen und Symposien im Kunstverein Forum Stadtpark in Graz. 1980 gründeten Frisinghelli und Willmann gemeinsam mit dem Fotografen Seiichi Furuya die Zeitschrift Camera Austria, deren Chefredakteurin sie bis 2010 war. Zu den international am meisten beachteten Foto-Ausstellungen der Camera Austria zählte die Schau „Pierre Bourdieu: In Algerien. Zeugnisse der Entwurzelung“ im Jahr 2003/2004. Der französische Soziologe hatte der Camera Austria vor seinem Tod seine von ihm Anfang der 1960er-Jahre in Algerien angefertigten Fotografien zur archivarischen Aufarbeitung überlassen.
Von 1996 bis 1999 war Frisinghelli Intendantin des Kunstfestivals steirischer herbst. In ihre Intendanz fielen viel beachtete Produktionen, wie z. B. die von Peter Weibel kuratierte Ausstellung „Inklusion:Exklusion. Kunst im Zeitalter von Postkolonialismus und globaler Migration“ (1996), Christoph Schlingensiefs dramaturgische  Intervention „Künstler gegen Menschenrechte – Chance 2000 für Graz“ (1998) sowie der Veranstaltungsschwerpunkt „Re-Make / Re-Model - Secret History of Pop, Art, Avantgarde“ (1999).

## Preise und Auszeichnungen
- 1992 Hanns-Koren-Kulturpreis des Landes Steiermark (gemeinsam mit Manfred Willmann)
- 1994 Kulturpreis der Deutschen Gesellschaft für Fotografie (gemeinsam mit Manfred Willmann)
- 2016 erhielt sie den Ehrentitel „Bürgerin der Stadt Graz“[3]

## Publikationen (Auswahl)
- Co-Herausgeberin (mit Diedrich Diederichsen, Christoph Gurk u. a.) von „Golden Years. Materialien und Positionen zu querer Subkultur und Avantgarde zwischen 1959 und 1974“, Edition Camera Austria, Graz 2006
- Co-Herausgeberin (mit Franz Schultheis) des Buches „Pierre Bourdieu. In Algerien. Zeugnisse der Entwurzelung“, Edition Camera Austria, Graz 2003
- Co-Herausgeberin (mit Koko Okano) des Bandes: Seiichi Furuya: Memoires 1984–1987 (englisch, deutsch, japanisch). Mit einem Text von Einar Schleef. Edition Camera Austria, Graz 2010